# Monte Amiata (complesso abitativo)
Il Monte Amiata  è un complesso residenziale nel quartiere Gallaratese di Milano, progettato dagli architetti Carlo Aymonino (col fratello Maurizio) e Aldo Rossi alla fine degli anni '60. A volte viene chiamato "Dinosauro rosso" in riferimento sia al colore della facciata del complesso sia alla sua forma insolita. Il progetto è ben noto nella comunità internazionale dell'architettura, ed è considerato uno di quelli che meglio rappresentano la visione di Aymonino sulla città come una trama turbolenta, intricata e varia, un paradigma che è noto come "frammentismo". 

## Descrizione
Il complesso, che prende il nome dal Monte Amiata, si estende su un'area di 120.912 m² racchiusa tra via Francesco Cilea e via Enrico Falck. Esso comprende cinque edifici di colore rosso: due lastre a otto piani, un lungo edificio a tre piani, una lastra anch'essa a tre piani e una struttura di interconnessione, tutti raggruppati attorno a un'area centrale con un anfiteatro e due piazze triangolari più piccole. Numerosi passaggi, ponti e ascensori collegano gli edifici tra loro offrendo una grande varietà di percorsi pedonali. Dei 5 edifici, tutti di differenti altezze, 4 sono stati progettati da Aymonino, mentre l'altro si deve a Rossi. I lavori, iniziati nel 1967, si conclusero sette anni dopo.
Il Monte Amiata è stato concepito come una microcittà utopica all'interno di Milano, in cui grande importanza è rivestita dall'interazione tra i blocchi abitativi e il loro contesto urbano. Aymonino e Rossi menzionarono esplicitamente l'Unité d'Habitation a Marsiglia come una delle loro principali fonti d'ispirazione, sebbene il loro intento fosse quello di migliorare il modello di Le Corbusier. 
All'interno del complesso si trovano un ampio spazio all'aperto con alberi, una palestra, numerosi negozi e dal 2018 anche una biblioteca. I residenti attuali sono oltre 2.000.

## Apparizioni nei media
Il complesso è stato più volte scelto come location per la realizzazione di videoclip musicali e spot pubblicitari.
Nel 1997 è apparso nel videoclip di CRX dei Casino Royale. Nel 2018 il suo anfiteatro ha fatto da principale location nel video di Post Concerto, dei Coma_Cose.
A fine 2019 il Monte Amiata è stato utilizzato come location di due videoclip: quello di Vento sulla luna, brano cantato da Annalisa con la partecipazione del rapper Rkomi (regia di Enea Colombi), e quello di Scusa di Fede Kampa; in entrambi tutte le scene sono state girate all'interno del complesso, mostrato dunque sia nella zona anfiteatro che nei vari corridoi interni ed esterni.
Sempre a fine 2019, la compagnia telefonica Iliad Italia ha diffuso uno spot pubblicitario girato nella struttura.

## Galleria d'immagini

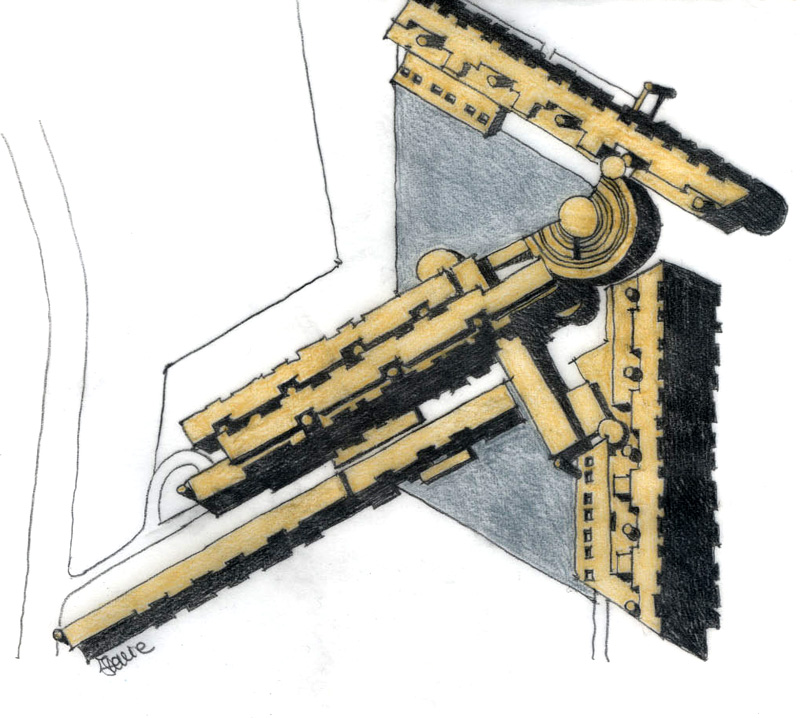
Complesso abitativo Monte Amiata, quartiere Gallaratese, Milano (1967-1972) - vista dall'alto
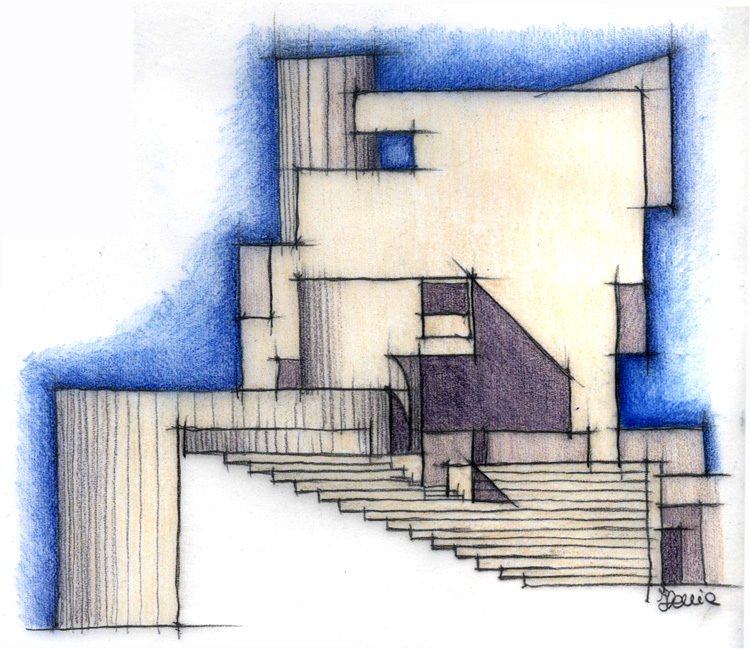
Complesso abitativo Monte Amiata, quartiere Gallaratese, Milano (1967-1972) - prospetto dell'edificio B
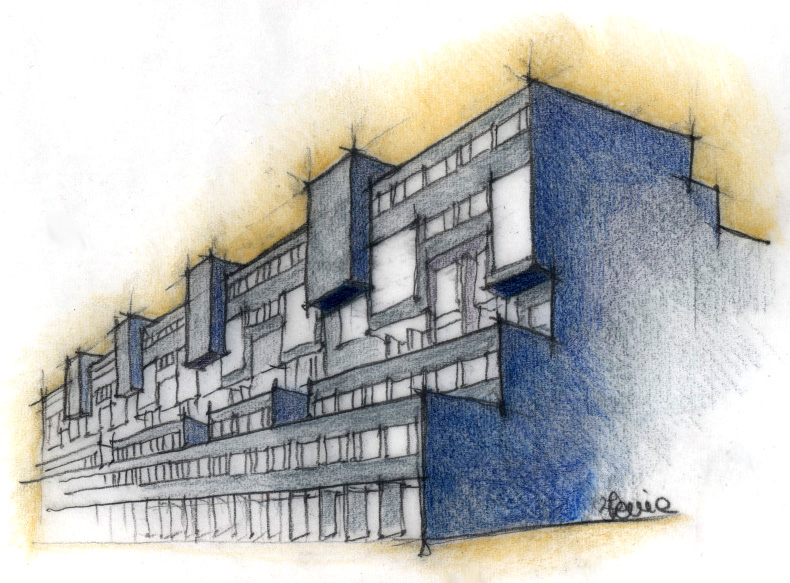
Complesso abitativo Monte Amiata,  quartiere Gallaratese, Milano (1967-1972) - veduta dell'edificio B
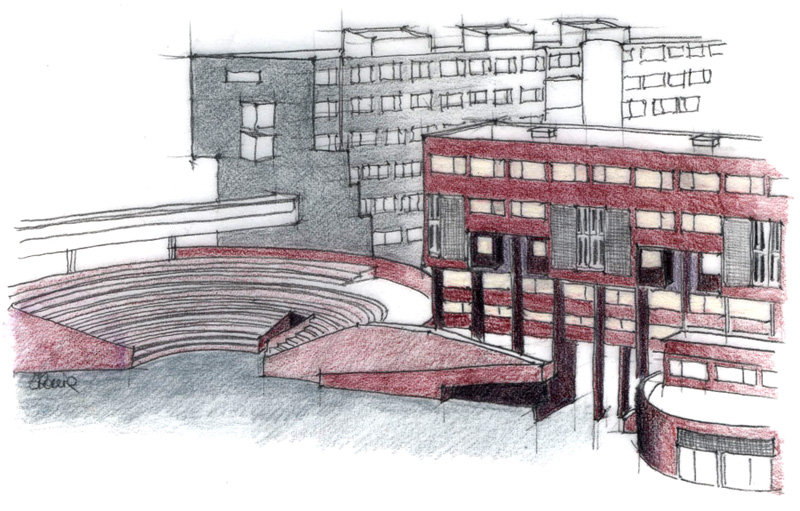
Complesso abitativo Monte Amiata,  quartiere Gallaratese, Milano (1967-1972) - piazza e teatro all'aperto
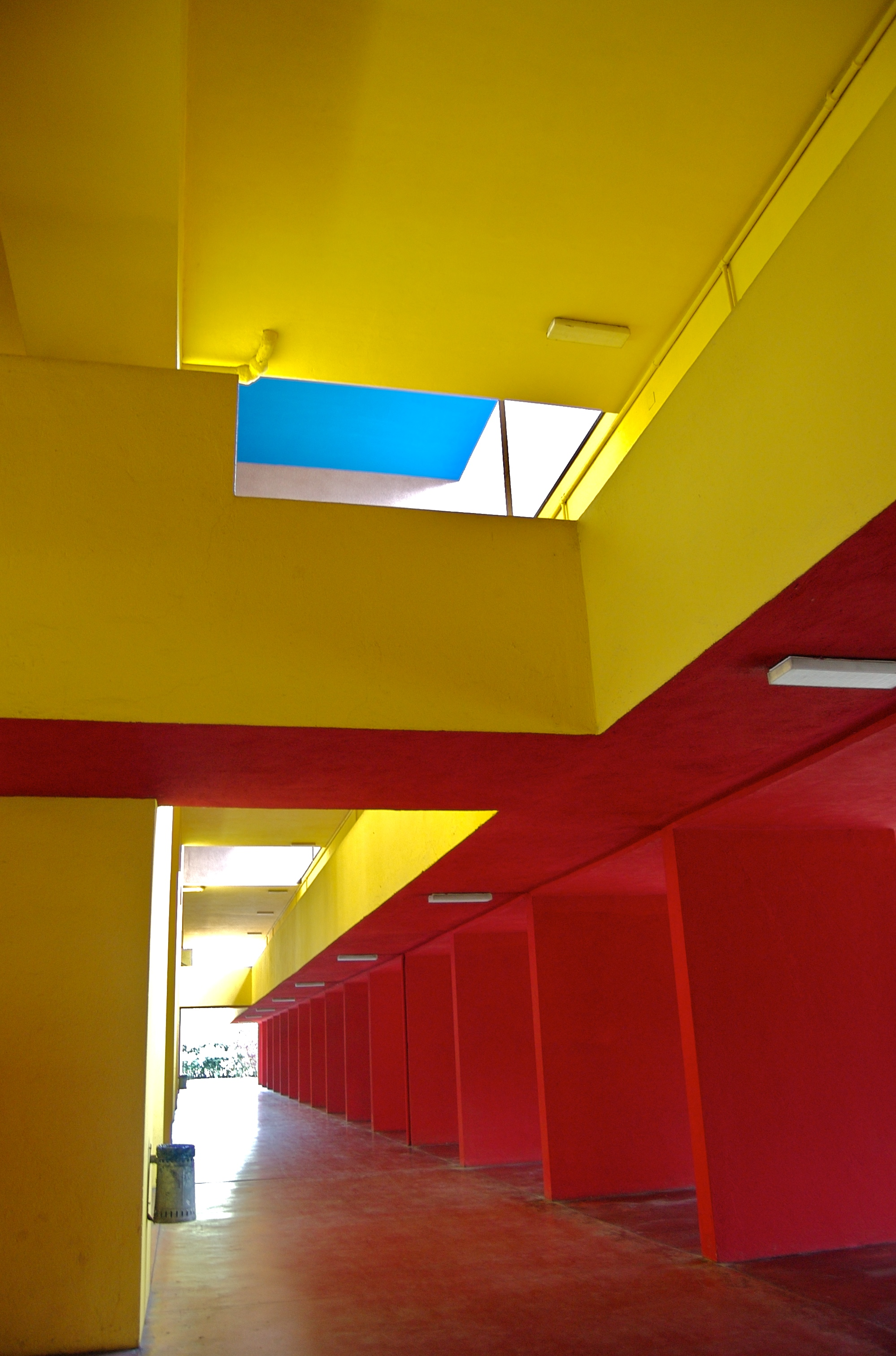
Complesso abitativo Monte Amiata, interno
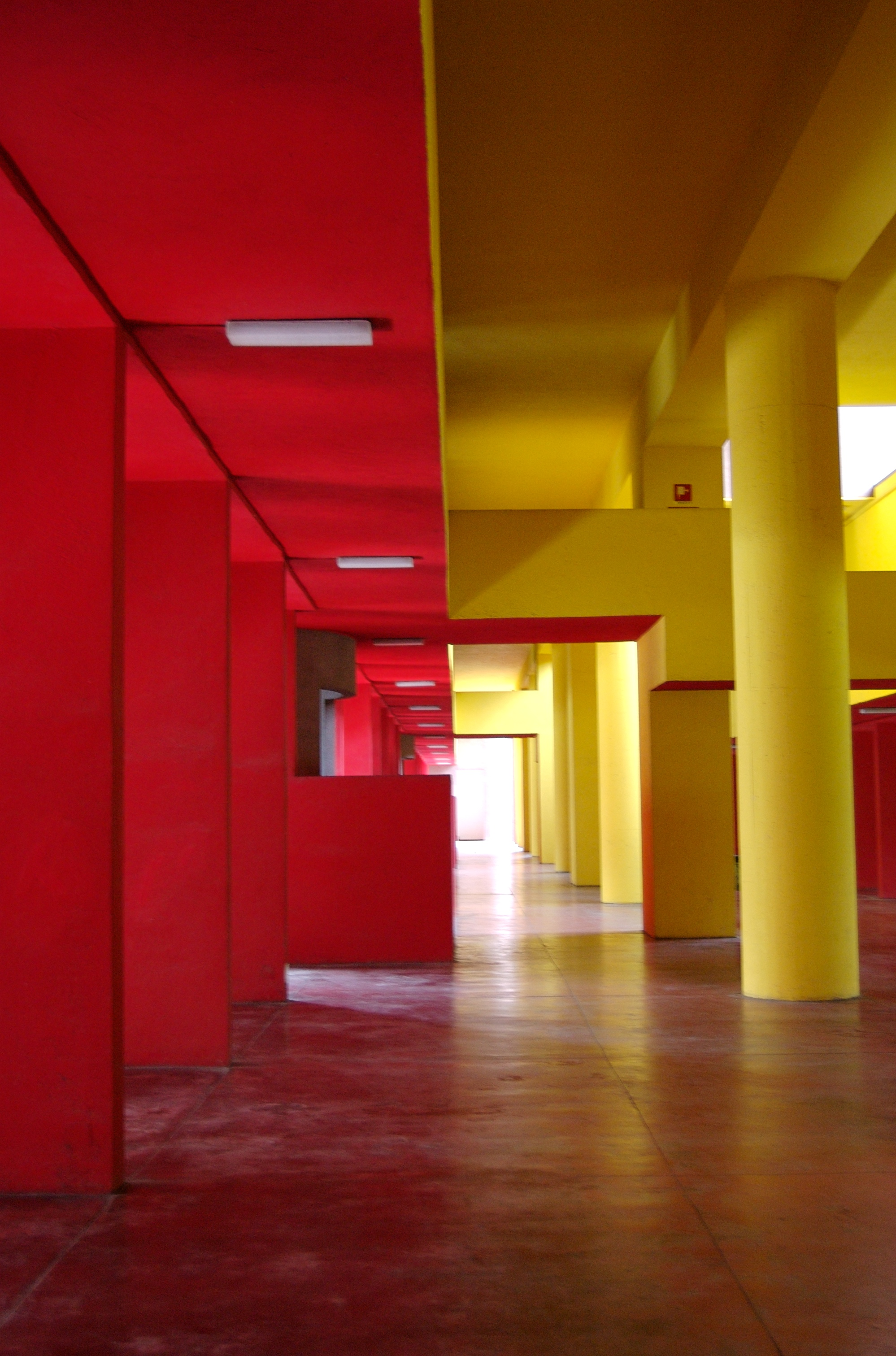
Complesso abitativo Monte Amiata, interno
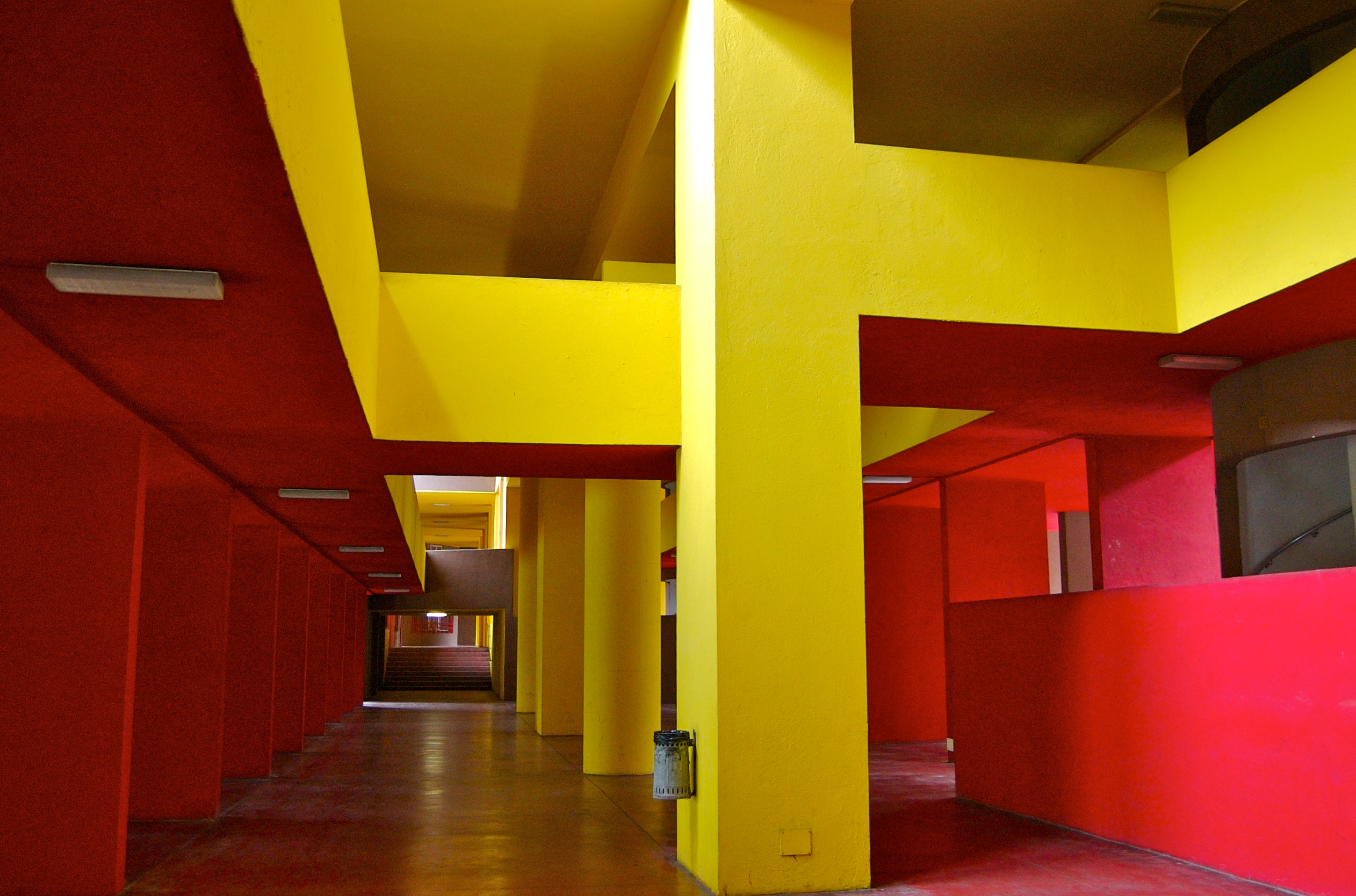
Complesso abitativo Monte Amiata, interno